# Daniel Schulz
Daniel Schulz (Nacido el 21 de febrero de 1986 en Berlín) es un futbolista alemán, que juega actualmente para el SV Sandhausen.
Schulz comenzó a la edad de siete años en el VfB Friedrichshain Desde allí se trasladó en al FSV Berolina Stralau antes de unirse a las juveniles del Dynamo de Berlín. A los 15 años, finalmente llegó al 1. FC Union Berlin. En el año 2004 a pesar de estar en el plantel, casi toda la temporada 2004/05 jugó de suplente y el equipo se fue al descenso.
En la temporada siguiente, ganó más experiencia de juego, pero una rotura del ligamento cruzado lo alejó de las canchas. No fue sino hasta el año siguiente que fue capaz de conquistar un lugar en el equipo y completó 34 de 36 partidos. Fue convocado por el entrenador de la selección alemana sub-21 del equipo nacional Dieter Eilts, jugando dos partidos.
Permaneció en Berlín y al comienzo de la temporada 2007/08 el entrenador Uwe Neuhaus lo nombró capitán. En esa temporada el equipo descendió a la tercera división, saliendo además lesionado. Hizo su debut en tercera división en noviembre de 2008 y el equipo conquistó el ascenso a segunda división.
La temporada en segunda división de 2009/10 fue menos exitosa de Schulz. Perdió la capitanía del equipo (lo reemplazó Marco Gebhardt), así como solo jugó en cinco partidos. Por lo tanto, para la temporada 2010/11 fue transferido al SV Sandhausen de vuelta en la tercera división. Con este nuevo equipo volvió a conquistar el campeonato, subiendo de nuevo a segunda división.